# Аллерс, Роджер
Роджер Аллерс (англ. Roger Allers; род. в 1949 году в г. Рай, штат Нью-Йорк, США) — американский кинорежиссёр, сценарист и художник, наиболее известен как режиссёр мультфильма «Король Лев».

## Биография
Режиссёрским дебютом Роджера Аллерса был «Король Лев», но перед этим он много лет работал в анимации. Он принимал активное участие в разработке сценариев для студии Disney, в том числе «Русалочки», «Принца и нищего», «Спасателях в Австралии» и «Аладдине».
Роджер родился в городе Рай (штат Нью-Йорк), а вырос в городе Скоттсдейле (штат Аризона). Он подсел на анимацию в 5-летнем возрасте, когда увидел мультфильм «Питер Пэн». Несколько лет спустя он решил, что будет работать в Disney, съездил в «Диснейленд» за набором юного аниматора и начал учиться, рисовал Дональда Дака и много читал про анимацию. Но в школе он забросил эту мечту, на него сильно повлияла новость о смерти Уолта Диснея.
В Аризонском университете Аллерс изучал живопись. Получив диплом, он несколько лет путешествовал по Греции, где и встретил будущую жену. Вскоре он с женой вернулся в Бостон и снова захотел вернуться к анимации. Окончил курсы в Гарварде, и получил работу на студии Стивена Лисбергера (режиссёра «Трона» и продюсера его продолженияа, «Трон: Наследие»). Там он работал над мультсериалами (в том числе на «Улице Сезам»), заставками для телепередач и рекламными роликами.
В 1978 году Аллерс, вместе со студией Лисбергера, переехал в Лос-Анджелес, и там начал работу над полнометражным проектом «Зоолимпиада» (Animalympics). Он был правой рукой режиссёра, занимался сценарием, разработкой персонажей и анимацией.
В 1985-м, Аллерс узнал, что Disney ищет сценариста для мультфильма «Оливер и компания», и тут же решил попытать счастья. Вскоре он стал главным сценаристом этого фильма. Затем он принимал участие в работе над «Русалочкой», «Принцем и нищим» и «Спасателями в Австралии», пока Аллерсу не поручили возглавить команду сценаристов «Красавицы и чудовища».

## Фильмография
| Год  | Фильм                                                     | Оригинальное название                                   | Роль                          |
| ---- | --------------------------------------------------------- | ------------------------------------------------------- | ----------------------------- |
| 1980 | «Зоолимпиада»                                             | Animalympics                                            | сценарист                     |
| 1988 | «Оливер и компания»                                       | Oliver & Company                                        | сценарист                     |
| 1991 | «Красавица и Чудовище»                                    | Beauty and the Beast                                    | сценарист                     |
| 1992 | «Аладдин»                                                 | Aladdin                                                 | режиссёр, продюсер, сценарист |
| 1994 | «Король Лев»                                              | The Lion King                                           | режиссёр                      |
| 2000 | «Похождения императора»                                   | The Emperor’s New Groove                                | сценарист                     |
| 2004 | «Король Лев 3: Хакуна матата»                             | The Lion King 1½                                        | сценарист                     |
| 2006 | «Девочка со спичками»                                     | The Little Matchgirl                                    | сценарист, режиссёр           |
| 2006 | «Сезон охоты»                                             | Open Season                                             | режиссёр                      |
| 2007 | «The 2006 Academy Award Nominated Short Films: Animation» | The 2006 Academy Award Nominated Short Films: Animation | режиссёр                      |
| 2014 | «Пророк»                                                  | The Prophet                                             | режиссёр, сценарист           |